# 函馆大谷短期大学
函馆大谷短期大学（日语：／ Hakodate Ohtani Tankidaigaku *），简称HOC，是一所位于日本北海道函馆市的私立短期大学。

## 概要

### 简介
- 源流成立于1888年[2]。短期大学为于1963年开办[3]、由学校法人函馆大谷学园经营、来源于亲鸾的净土真宗。为男女同校从2002年[3]。

### 历史
- 1963年 函馆大谷女子短期大学成立并同时设置一个学科即家政科[3]。
- 1981年 幼儿教育科成立、同时设置两个课程、以下列举。
  - 第一部：改编为幼儿教育科于1992年
  - 第二部：招生到于1984年、正式停办于1992年。
- 1987年 家政科改编为生活科学科。
- 1989年 福利专攻成立于专科。
- 2002年 改校名为函馆大谷短期大学、开始招収男学生。
- 2004年 生活科学科改编为群体总合学科。
- 2006年 幼儿教育科改名为儿童学科[注 1]。

### 宪章
- 请参看函馆大谷短期大学的标志 （页面存档备份，存于） （日語） 2014年2月21日阅览。

## 学校环境
- 校区：在北海道函馆市

## 历任校长
- 鹫尾吾雄：第一代短期大学校长[3][4]。
- 福岛宪成：现在短期大学校长[5]

## 组织

### 学科
- 群体总合学科
- 儿童学科[注 1]

### 前学科
- 生活科学科[注 2]
- 幼儿教育科
  - 第一部
  - 第二部[注 3]

### 专科
| - 福利专攻 |

### 业余课程
| - 没有 |

### 附属学校
- 附属幼儿园・托儿所[6]
- 附属大野幼儿园[7]
- 附属松前幼儿园[8]

### 附属机关
| - 附属港托儿所 - 附属松前托儿所 |

## 知名校友
- 宇江佐真理：小说家
- YUKI：歌手。原JUDY AND MARY主唱。

## 相关链接
- 日本短期大学列表
- 札幌大谷大学短期大学部
- 带广大谷短期大学